# ماواس، مارتونی
ماواس (ارمنی: Մավաս) یک منطقهٔ مسکونی در جمهوری آرتساخ است که در استان مارتونی واقع شده است.